# 朱西甯
朱西甯（1927年6月16日—1998年3月22日），臺灣作家，原名朱青海，籍貫中國大陸山東省臨朐縣，生於江蘇宿遷縣。。
朱西甯生於1926年。朱西甯〈政工幹部學校學員畢業證書〉上寫明其出生日期為「拾陸年陸月拾陸日」，亦即1927年生。但經由其妻劉慕沙確認為1926年丙寅年生。1927此年份雖不正確，但1926年6月16日若為農曆生日，則1926年7月25日國曆生日，符合其女朱天文所言，朱西甯是獅子座。

## 生平
朱西甯祖父為清朝讀書人，在接觸基督教後，舉家受洗，並成為傳教士。在對日抗戰期間，其家族為參與游擊隊，進行地下抗日活動，加入幫會，但也因此被逐出教會。朱西甯受家庭影響，自幼為基督徒，青少年適逢抗戰時期，投筆從戎，1949年，應孫立人將軍招募，報考陸軍官校入伍生教導總隊，隨軍隊來到台灣，以上等兵身份開始在軍中發展。1952年出版反共小說《大火炬之歌》。1959年，舉家搬回台北，開始其寫作高峰期。1965年朱西甯獲得中國文藝協會頒贈的中國文藝獎章小說獎，與段彩華、司馬中原同為當時軍中作家的代表。
1972年，以陸軍上校軍階退伍，專事寫作。
朱西甯自中學開始，就是張愛玲的崇拜者。主編《中國現代文學大系》小說部時，選入張愛玲的《傾城之戀》和《五四遺事》，並將她列為小說第一。他與張愛玲長期通信，以朋友相交。1974年，為寫作《張愛玲傳》，帶著全家拜訪在台灣講學的張愛玲前夫胡蘭成。他安排胡蘭成住到其景美家的隔壁，來往密切。並成立三三書坊，自費幫胡蘭成出版著作。1975年，胡蘭成因為在汪精衛政府工作的往事，被指為漢奸，喪失在中國文化大學的教職。朱西甯邀請他住到自家家中，邀請藝文界的朋友，讓他在家中講授易經。1976年，胡蘭成離開台灣回到日本之後，兩家仍然來往密切。但朱西甯與張愛玲的友情，也因為朱西甯親近胡蘭成，而被張愛玲斷交。
1977年，在仙人掌月刊上發表文章，討論台灣鄉土文學。朱西甯雖認同日治時期台灣作家的努力，但質疑受到日本文化影響的台灣鄉土文學過於偏狹。這些爭論隨後發展為台灣鄉土文學論戰。
為臺灣重要的軍旅作家，一生寫作不斷，題材廣泛，在長達半世紀的寫作生涯中完整的見證了臺灣文學的發展。

## 家庭
其妻劉慕沙為日本文學翻譯名家，育有三女：朱天文、朱天心、朱天衣，均在文學上有成，其中朱天文、朱天心亦為臺灣重要當代作家，朱氏一家在臺灣文壇有相當地位。

## 作品
朱西甯作品題材廣泛，手法多變，長於描寫百姓生活，如早期作品《八二三注》(1980)生動描寫了八二三砲戰，包括了當時政局、軍隊、戰地以及百姓的生活。亦有實驗性質的作品，朱天文曾論1969年的短篇作品〈現在幾點鐘〉：「今日重讀，我非常驚訝於它的現代感，我簡直不記得父親也有這樣敏銳逼近當代的時候！用差不多四萬字篇幅寫一個房間裡的一對男女，那種調調，年輕人的，六○年代的，無聊又揮霍，把無聊寫到讀起來津津有味的境地，父親真是離他起步之初多麼遙遠了。」 代表作有《鐵漿》、《八二三注》(1980)、《破曉時分》，而遺世作品《華太平家傳》(2002)，達五十萬餘言，七度易稿，至死未休，可見其嚴謹的寫作態度。

### 小說
- - 七對怨偶
  - 八二三注
  - 大火炬的愛
  - 牛郎星宿
  - 朱西甯小說精品 ISBN 957-9549-39-7
  - 朱西甯自選集
  - 冶金者
  - 旱魃 ISBN 957-32-1097-5
  - 奔向太陽
  - 非禮記
  - 春城無處不飛花
  - 春風不相識
  - 海燕
  - 狼 ISBN 957-32-2133-0
  - 破曉時分 ISBN 957-32-2135-7
  - 茶鄉
  - 將軍令
  - 將軍與我
  - 現在幾點鐘
  - 第一號隧道
  - 蛇
  - 畫夢記 ISBN 957-9528-21-7
  - 華太平家傳 ISBN 957-522-368-3
  - 黃粱夢
  - 新墳
  - 熊
  - 貓 ISBN 957-9528-23-3
  - 獵狐記
  - 鐵漿

### 合集
- - 可以饒恕，但不可以忘記
  - 月到天心處

### 散文
- - 林森傳
  - 日月長新花長生
  - 多少煙塵
  - 朱西甯隨筆
  - 曲理篇
  - 微言篇

### 其他
- - 中國當代十大小說家選集

## 評價
夏志清提過：「朱西甯亦是台灣的一個文化界奇人，因為在中國現代作家之中，很少有像他這樣，把基督教義及中國傳統兩者都看得這般認真。」

### 註腳
1. ↑  .   [2022-12-11]. （原始内容存档于2022-12-11）.
2. ↑   (PDF).   [2022-12-11]. （原始内容存档 (PDF)于2022-12-11）.
3. ↑  .   [2022-12-11]. （原始内容存档于2022-12-11）.
4. ↑  雨嘉. . 華夏經緯網. 中國青年報. 2011-03-01  [2016-06-14]. （原始内容存档于2017-01-13）.
5. ↑  見馬森主編《朱西甯小說精品》（台北：駱駝出版社，1995）
6. ↑  夏志清著 《夏志清文學評論集》聯合文叢 page 238

## 外部連結
- 朱西甯 作家基本資料